# Journal of Global History
El Journal of Global History es una revista de historia académica trianual revisada por pares que cubre el estudio de la historia comparada, mundial y global. Fue establecido en 2006 y es publicado por Cambridge University Press. El editor jefe es Ewout Frankema (Universidad e Investigación de Wageningen).
Los temas populares de la revista incluyen globalización, historia comparada e historia transfronteriza. Los artículos están destinados a participar en debates interdisciplinarios entre historiadores, sociólogos, economistas y politólogos, así como especialistas en historias no escritas, como geógrafos, arqueólogos y biólogos. 

## Historia
Las primeras ideas para una revista de historia global comenzaron en el Instituto de Investigaciones Históricas cuando su director Patrick K. O'Brien creó un nuevo seminario en 1990. En 2003, la Red de Historia Económica Global conectó a 49 historiadores para discutir la historia de la globalización.  Posteriormente, se creó un título de posgrado en la London School of Economics que se centró en "metanarrativas en la historia", centrándose en entornos, geopolítica, religiones, culturas, economías, género, ideas y ciencia. Cinco años después del lanzamiento de la carrera, la London School of Economics y Cambridge University Press copatrocinaron The Journal of Global History. 

## Resumen e indexación
La revista está resumida e indexada en:
- Arts and Humanities Citation Index[4]
- Current Contents/Arts & Humanities[4]
- Current Contents/Social and Behavioral Sciences[4]
- EBSCO databases[5]
- Index Islamicus[5]
- Scopus[6]
- Social Sciences Citation Index[4]

Según Journal Citation Reports, en 2021, la revista tenía un factor de impacto de 2.000. 